# 노력인민
노력인민(勞力人民)은 1947년 한국의 군정기 시기 발간된 남조선로동당의 기관지이다.

## 같이 보기
- 조선공산당
- 남조선로동당
- 해방일보
- 박헌영
- 박갑동